# Anastasios Tsiou
Anastasios Tsiou es un deportista griego que compitió en atletismo adaptado. Ganó una medalla de bronce en los Juegos Paralímpicos de Pekín 2008 en la prueba de lanzamiento de peso (clase F57/58).

## Palmarés internacional
| Juegos Paralímpicos | Juegos Paralímpicos | Juegos Paralímpicos | Juegos Paralímpicos |
| Año                 | Lugar               | Medalla             | Prueba              |
| ------------------- | ------------------- | ------------------- | ------------------- |
| 2008                | Pekín (China)       | Medalla de bronce   | Peso F57/58         |